# PZL W-3 Sokół
El PZL W-3 Sokół (en polaco significa halcón) es un helicóptero utilitario medio de origen polaco. Se trata de un aparato bimotor de dos plazas que cuenta con un rotor principal de cuatro palas y otro de cola de tres palas. Tiene versiones diseñadas para misiones de transporte de personas y carga, también para asalto aéreo, búsqueda y rescate, SAR y de ataque.

## Desarrollo
El W-3 Sokol ('halcón') es el primer helicóptero totalmente diseñado y construido en serie en Polonia. En 1970, Polonia y la URSS firmaron un acuerdo de cooperación para la construcción y el desarrollo de un helicóptero polivalente. El proyecto fue iniciado por la empresa WSK PZL Świdnik en 1973 bajo la dirección de Stanisław Kamiński. En 1976 estuvo listo el primer prototipo y el Sokol hizo su primer vuelo el 16 de noviembre de 1979. Desde entonces ha sido certificado en Polonia, Rusia, EE. UU. y Alemania. Después de un programa de desarrollo bastante prolongado, la producción comenzó durante 1985 en cantidades limitadas. Las primeras ventas del Sokół multipropósito fueron a Polonia y al Bloque del Este antes de la caída del comunismo, lo que permitió a PZL Swidnik ampliar su base de ventas. Con la disolución del Pacto de Varsovia PZL se abrió a Occidente y en 1989 se inició la construcción de una nueva variante. Para ello desarrolló el mejorado Swidnik PZL Sokol W3A encaminado a lograr certificación occidental. La certificación bajo la norma FAR Pt 29 norteamericana se concedió en mayo de 1993, mientras que la certificación alemana fue concedida en diciembre de ese año. El 30 de julio de 1992 lanzó su primer vuelo la producción actual de la variante civil. También se exporta una versión militar.
La versión actual del PZL W-3A2, que recibió la aprobación de Polonia en el 7 de marzo de 2003, cuenta con un sistema electrónico de vuelo EFIS, es decir, un piloto automático de cuatro ejes que junto con el GPS realiza la ubicación y traza una ruta de vuelo de forma autónoma. Además, para las tareas de rescate y transporte, es posible emplear vuelo automático hasta el sitio.
El Sokol es un diseño y construcción convencional, con dos turboejes PZL-10W, que se basan en el PZL-10S versión con licencia de las turbohélices TVD-10B de diseño ruso que potencian el An-28 de construcción polaca también bajo licencia. Materiales compuestos son utilizados en las tres palas del rotor de cola y en las cuatro palas del rotor principal.
El Sokol se ofrece en una serie de variantes y es capaz de realizar un rango de misiones típicas de helicópteros, incluido el transporte de pasajeros, transporte VIP, de carga, EMS (servicios médicos de emergencia de algunos países), evacuación médica, extinción de incendios además de búsqueda y rescate.
La máquina es operada en su versión tanto civil como militar en Chequia, Alemania, España, Birmania, Chile ( Conaf Corporación Nacional Forestal), Polonia (Sily Powietrzne Rzeczypospolitej Polskiej), Portugal, Corea del Sur, Rusia y los Emiratos Árabes Unidos. Hasta 13 de septiembre de 2005 se han construido un total de 146 máquinas completas y cinco de las cabinas en ocho series del PZL W-3.

## Historia operacional

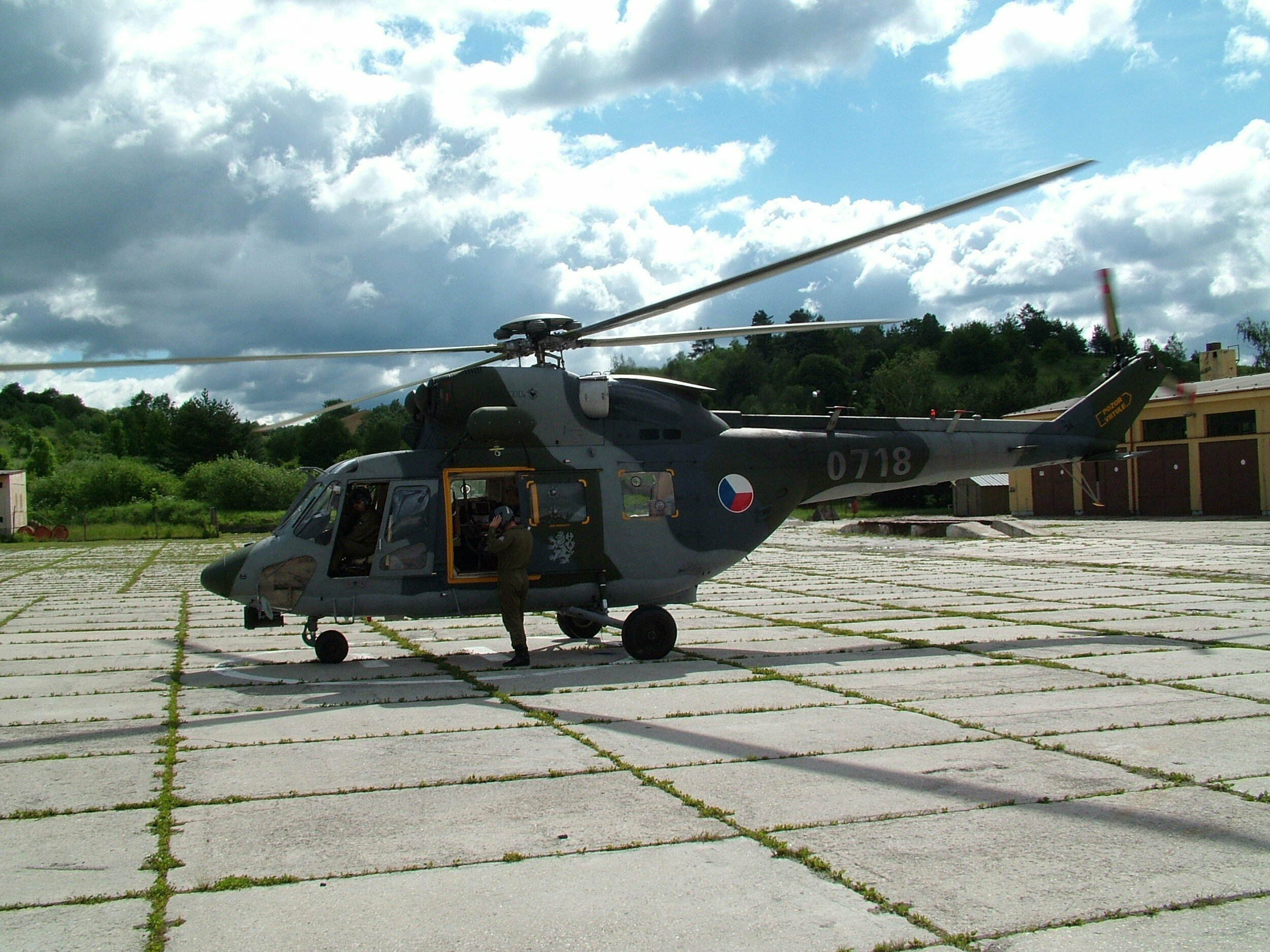
Helicóptero PZL W-3 Sokól aparcado en un aeropuerto de Polonia.

Desde 2003 cuatro PZL W-3WA fueron operados por el Grupo Independiente de Ataque Aéreo (Grupa Samodzielna Powietrzno-Szturmowa en polaco) de las fuerzas polacas en Irak. Uno de ellos (número de serie 360902) se estrelló en un accidente cerca de Kerbala, el 15 de diciembre de 2004. Tres soldados murieron y otros tres resultaron heridos.
El 3 de abril de 2015 en Níjar (Almería) aparece volcado una de las variantes de carga pintada de amarillo y matrícula EC-KIR, utilizada hasta el verano de 2014 en la lucha contra incendios. Las autoridades investigan cómo ha podido aparecer allí, en la zona no se ha localizado ni a pasajeros, carga o pilotos.

## Especificaciones
Referencia datos: Jane's All The World's Aircraft 2003–2004. Coulsdon, UK: Jane's Information Group. ISBN 0-7106-2537-5

### Características generales
- Tripulación: 2
- Capacidad: 12 pasajeros o 4 camillas y un médico.
- Carga: 2100 kg (4628,4 lb)
- Longitud: 14,2 m (46,6 ft)
- Diámetro rotor principal: 15,7 m (51,5 ft)
- Altura: 5,1 m (16,9 ft)
- Área circular: 193,6 m² (2083,9 ft²)
- Peso vacío: 3850 kg (8485,4 lb)
- Peso útil: 2550 kg (5620,2 lb)
- Peso máximo al despegue: 6400 kg (14 105,6 lb)
- Planta motriz: 2× Turboeje WSKPZL Rzeszów PZL-10B.
  - Potencia: 671 kW (925 HP; 912 CV) cada uno.

### Rendimiento
- Velocidad máxima operativa (Vno): 260 km/h (162 MPH; 140 kt)
- Velocidad crucero (Vc): 238 km/h (148 MPH; 129 kt)
- Alcance: 745 km (402 nmi; 463 mi)
- Alcance en ferry: 1224 m (4016 ft)
- Techo de vuelo: 4910 m (16 109 ft)
- Régimen de ascenso: 9,3 m/s (1831 ft/min)

## Usuarios

### Usuarios militares
Argelia
- Fuerza Aérea Argelina 8 unidades.

 República Checa

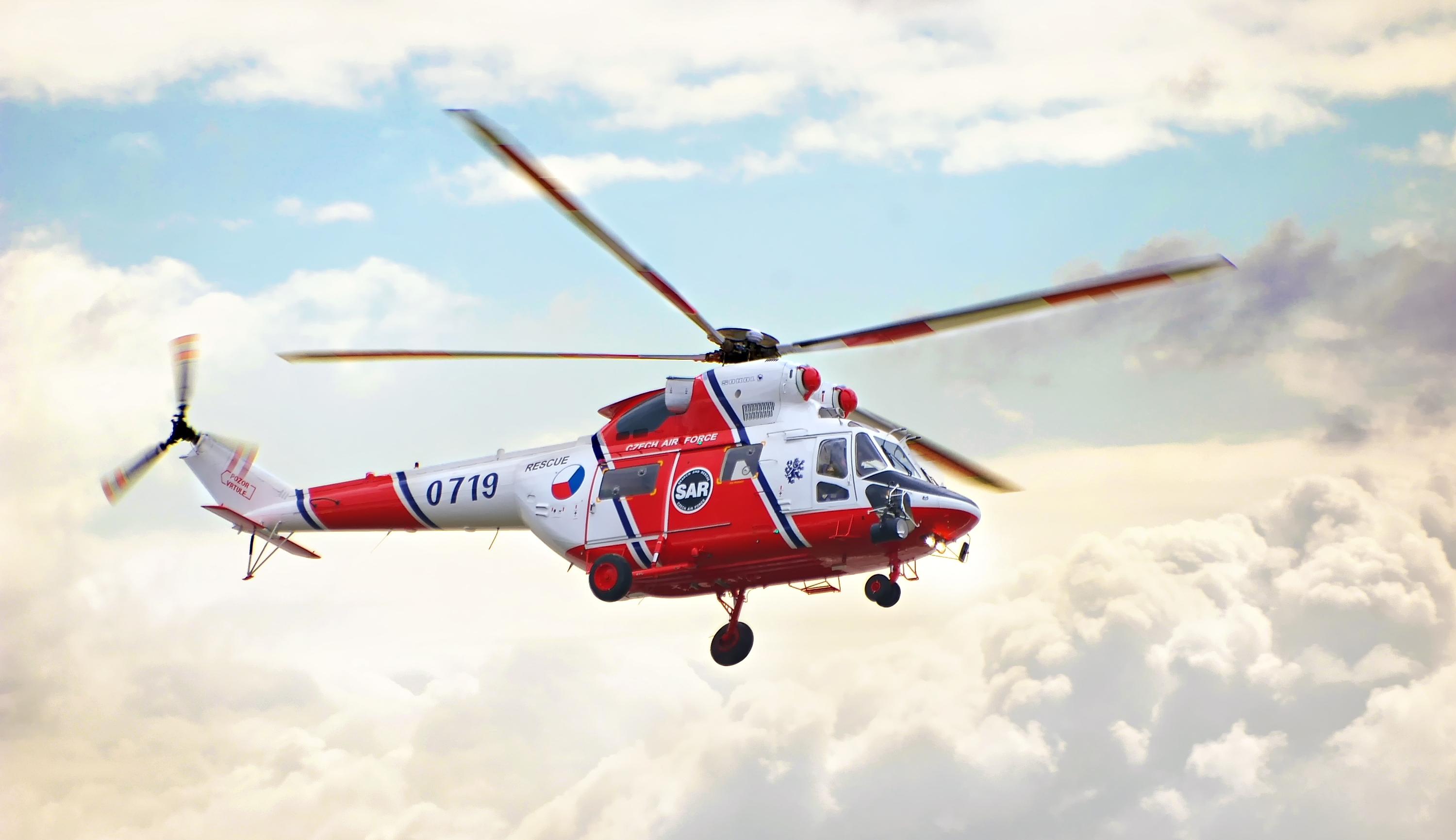
PZL W-3A de la Fuerza Aérea Checa.

- Fuerza Aérea Checa: recibió once aeronaves PZL W-3A.

 Irak
- Fuerza Aérea Iraquí recibió dos PZL W-3A (números de serie 370912 y 370914) en 2006, pero el contrato se desestimó y ambos helicópteros fueron devueltos a PZL Świdnik.

 Birmania
- Fuerza Aérea de Myanmar: recibió 13 aeronaves, de las cuales 12 PZL W-3 y 1 PZL W-3UT.

 Polonia
- Fuerza Aérea Polaca 23 unidades.
- Ejército Polaco 39 unidades.
- Armada Polaca 9 unidades (7 PZL W-3RM Anakonda).

 Filipinas
- Fuerza Aérea Filipina 8 unidades.

### Usuarios civiles
Chile

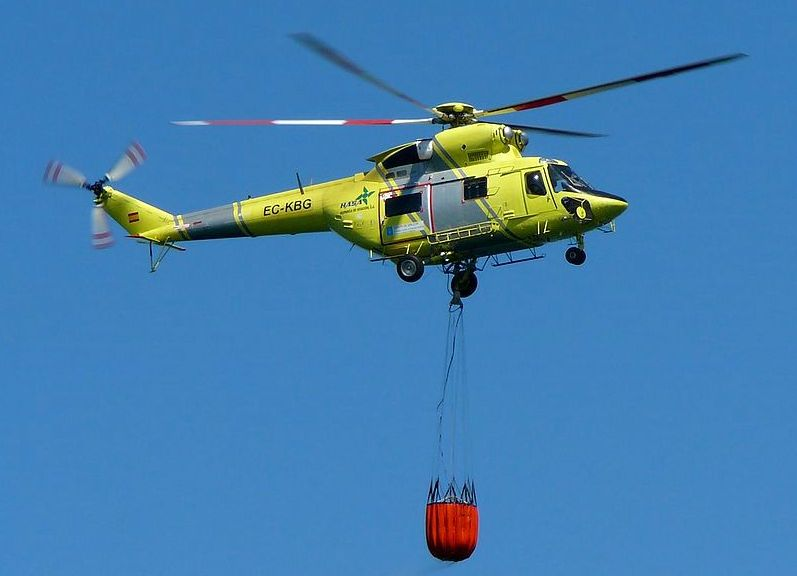
Un W-3A Sokol de Hispánica de Aviación.

- Corporación Nacional Forestal opera un PZL W-3A (número de serie 370917, CC-ACJ).

 Italia
- Eliwork dispone de un PZL W-3AM (número de serie 370705, I-SOKL) y un PZL W-3AS (número de serie 310314, I-SOKO).

 Nigeria
- Okada Air compró un PZL W-3 (número de serie 310413).

 Polonia
- Heliseco
- Lotnicze Górskie Pogotowie Ratunkowe
- Petrobaltic Gdańsk

 Corea del Sur
- Helikorea
- Citi Air

 España
- Helibravo con un PZL W-3A2 (número de serie 370508) y un PZL W-3AM (número de serie 370705).
- Hispánica de Aviación compró nueve aeronaves; cinco PZL W-3AS, tres PZL W-3AM y un PZL W-3A.
- La Junta de Galicia adquirió cuatro helicópteros PZL W-3A Sokół en el año 2003 para ser utilizados en diferentes tareas, incluyendo la extinción de incendios forestales.
- La Unidad del Grupo de Emergencias y Salvamento (GES) de Canarias, perteneciente al Gobierno de Canarias operativa con varias aeronaves PZL W-3S.
- Las Brigadas de Refuerzo de Incendios Forestales con varias unidades PZL W-3A en cada brigada destinadas a apagar fuegos.